# Civil (Aldeia, Cassa)
Civil (Sibil) ist eine osttimoresische Aldeia im Suco Cassa (Verwaltungsamt Ainaro, Gemeinde Ainaro). 2015 lebten in der Aldeia 604 Menschen.

## Geographie und Einrichtungen

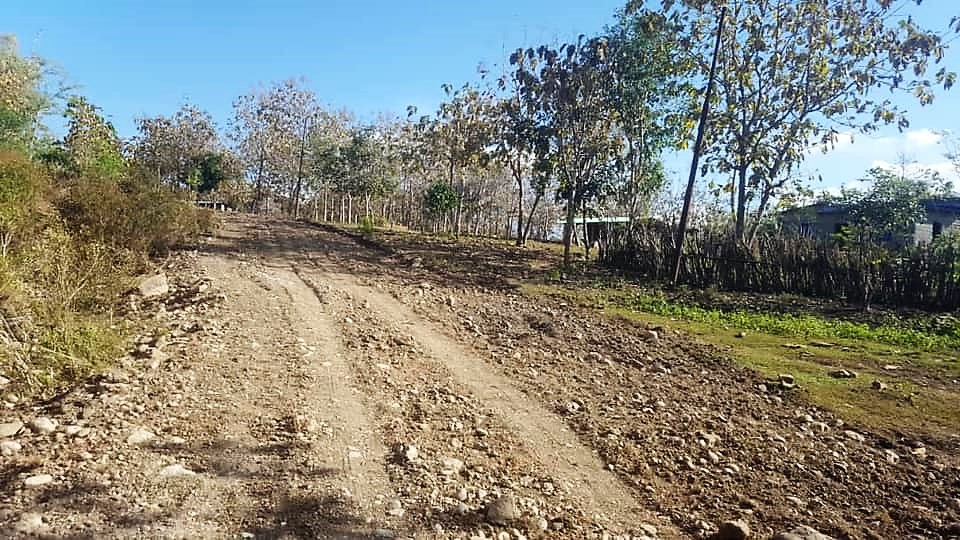
Piste in Civil (2021)

Die Aldeia Civil liegt im Süden des Sucos Cassa. Nördlich befindet sich die Aldeia Lailima, von der eine Exklave sich südöstlich an Civil anschließt. Ebenfalls im Südosten liegt die Aldeia Boltama. Im Osten grenzt Civil an den Suco Suro-Craic und im Westen und Süden an das Verwaltungsamt Zumalai (Gemeinde Cova Lima) mit seinen Sucos Lour und Raimea. Der Grenzfluss im Osten zu Suro-Craic heißt Buronuno, ein Nebenfluss des Belulik. Der westliche Grenzfluss ist der Mola.
Am Buronuno liegen die Ortschaften Civil und Lias, durch die die Überlandstraße von Cassa nach Ainaro führt. Im Südosten befindet sich an der Grenze zu Boltama das Dorf Munoboi. Von hier führt eine kleine Straße durch das Zentrum von Civil zu den Weilern Unil und Maudole. In Lias gibt es eine Grundschule. Der Friedhof von Cassa liegt mit dem Südteil in der Aldeia Boltama, mit dem Nordteil bereits in Civil.